# Appelplaats

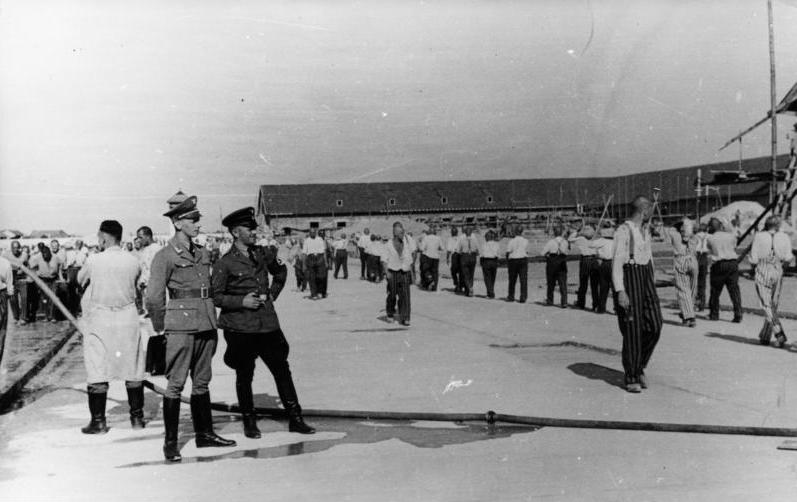
Gevangenen en SS'ers op de appelplaats van concentratiekamp Dachau

Ochtendappel buiten van de troepen van de onafhankelijkheidsbeweging PAIGC, Hermangono, Guinee-Bissau, 1974

Een appelplaats (uitspraak: appèlplaats) is een centrale open plek op een kazerneterrein of in een gevangenenkamp waar een appel (hier de verzameling van een groep militairen of gevangenen) gehouden wordt.

## Kazerne
Op deze plek treedt het garnizoen aan voor inspectie of ceremoniële gebeurtenissen, zoals een commandowisseling, of het decoreren van manschappen.

## Gevangenenkamp
In een gevangenenkamp stellen de gevangenen zich op de appelplaats op voor inspectie. In de Tweede Wereldoorlog had elk kamp een appelplaats. Hier werden gevangenen bijeengebracht om geteld te worden. Vaak moesten ze hier ook uren in de buitenlucht staan, ongeacht de weersomstandigheden. Van de kleine werkkampen die in Nederland zijn aangelegd zijn vaak alleen nog maar de appelplaatsen zichtbaar.

## Trivia
- De spelling van het woord appèl werd met de invoering van de nieuwe woordenlijst, het Groene Boekje uit 2005, gewijzigd in appel.